# Vasile Tomoiagă
Vasile Tomoiagă (n. 20 ianuarie 1964, Vișeu de Sus, România) este un fost canotor român, dublu laureat cu argint la Los Angeles 1984 și Seul 1988.

## Palmares
- 1984 - medalie de argint  la Jocurile Olimpice, Los Angeles (2+)
- 1985 - medalie de argint  la Campionatul Mondial, Hazenwikel (2+)
- 1987 - medalie de bronz la Campionatul Mondial, Copenhaga (2+)
- 1987 - medalie de aur  la Campionatul MondialUniversitar Zagreb (4+)
- 1988 - medalie de argint  la Jocurile Olimpice, Seul (4+)
- 1989 - medalie de aur la Jocurile Mondiale Universitare, Duisburg (4+)
- 1989 - medalie de aur la Campionatul Mondial de la Bled (4+)